# Jan Košek (fotbalista)
Jan Košek (28. července 1884 Turnov – 30. prosince 1927 Praha) byl český fotbalový útočník.

## Fotbalová kariéra
S fotbalem začínal jako chlapec v letenském kroužku Victoria a roku 1900 mu bylo dopřáno nastoupit proti druhému týmu vinohradské ČAFC. Tehdy o něm Národní listy napsaly: „za letenský kroužek Victoria hráli někteří členové prvního mužstva, z nichž zvláště panu Koškovi podařilo se míč třikráte prohnati goalem vinohradské ČAFC…”. Hrával i za akademické gymnázium, poté za letenský kroužek Union Letná, a následně roku 1903 zakotvil ve Slavii.
Byl vynikajícím střelcem a duší i velitelem týmu a uměl mužstvo vyhecovat a strhnout k mimořádnému výkonu. Jeho specialitou bylo jednak střílet góly velkou silou přímo z voleje nebo střely z jeho kopaček končily v síti poté, co řítící se Košek napaloval míč v přímém běhu, protože uměl vždy neuvěřitelnou silou přesně zasáhnout těžiště balonu.
Krátký čas hrál i za AC Spartu (1904 – po prohře Slavie ve Vídni s First Viennou 3:5). V roce 1905 byl opět ve Slavii. Vrcholnou formu měl v roce 1906, kdy v Praze prohráli i angličtí profesionálové ze Southamptonu 0:4, když tři branky dal sám Košek. K jeho slávě patrně trochu pomohly v té době ne tak kvalitní obrany, ale přesto mu jeho fotbalové umění lze jen těžko upřít.
V roce 1911 vedl českou reprezentaci jako kapitán v amatérském mistrovství Evropy, hrál mj. ve vítězném finále v Roubaix Čechy – Anglie 2:1.
Do konce roku 1913 sehrál celkem 296 zápasů a nastřílel 804 branek. Byl výborným sprinterem, v roce 1905 zaběhl 100 m v čase 11 sekund. Závodní činnosti zanechal předčasně.

## Osobní život
Dne 14. září 1912 se na Královských Vinohradech oženil s Julií Baumrukovou, sestrou svého bývalého spoluhráče ze Slavie Jindřicha Baumruka.
Zemřel na tuberkulózu a cukrovku dne 30. prosince 1927 ve věku 43 let. Pohřben byl na Vinohradském hřbitově.